# インペリアル・ブランズ
インペリアル・ブランズ（英: Imperial Brands plc、LSE: IMB）は、イギリスの多国籍のたばこ会社である。本社をブリストルに置いている。フィリップモリス、ブリティッシュ・アメリカン・タバコ、日本たばこ産業に次ぐ世界第4位の市場シェアを持ち、葉巻たばこ、ファインカットタバコ、ローリングペーパーでは世界トップシェアを誇る。
1年に3200億の紙巻たばこを売上、世界中に51箇所の工場を持ち、160カ国以上に販売している。販売ブランドにはダビドフ、ウエスト、ゴロワーズ、モンテクリスト、ドラム（ファインカットでは世界第2位の売り上げ）、リズラ（ローリングペーパーでは世界一の売り上げ）がある。
ロンドン証券取引所(LSE)に上場しておりFTSE100種総合株価指数の指数算出採用銘柄に選出されている。2016年2月、企業名をインペリアル・タバコ・グループ（Imperial Tobacco Group plc）から改称した。

## 歴史

### 1901年から2000年まで

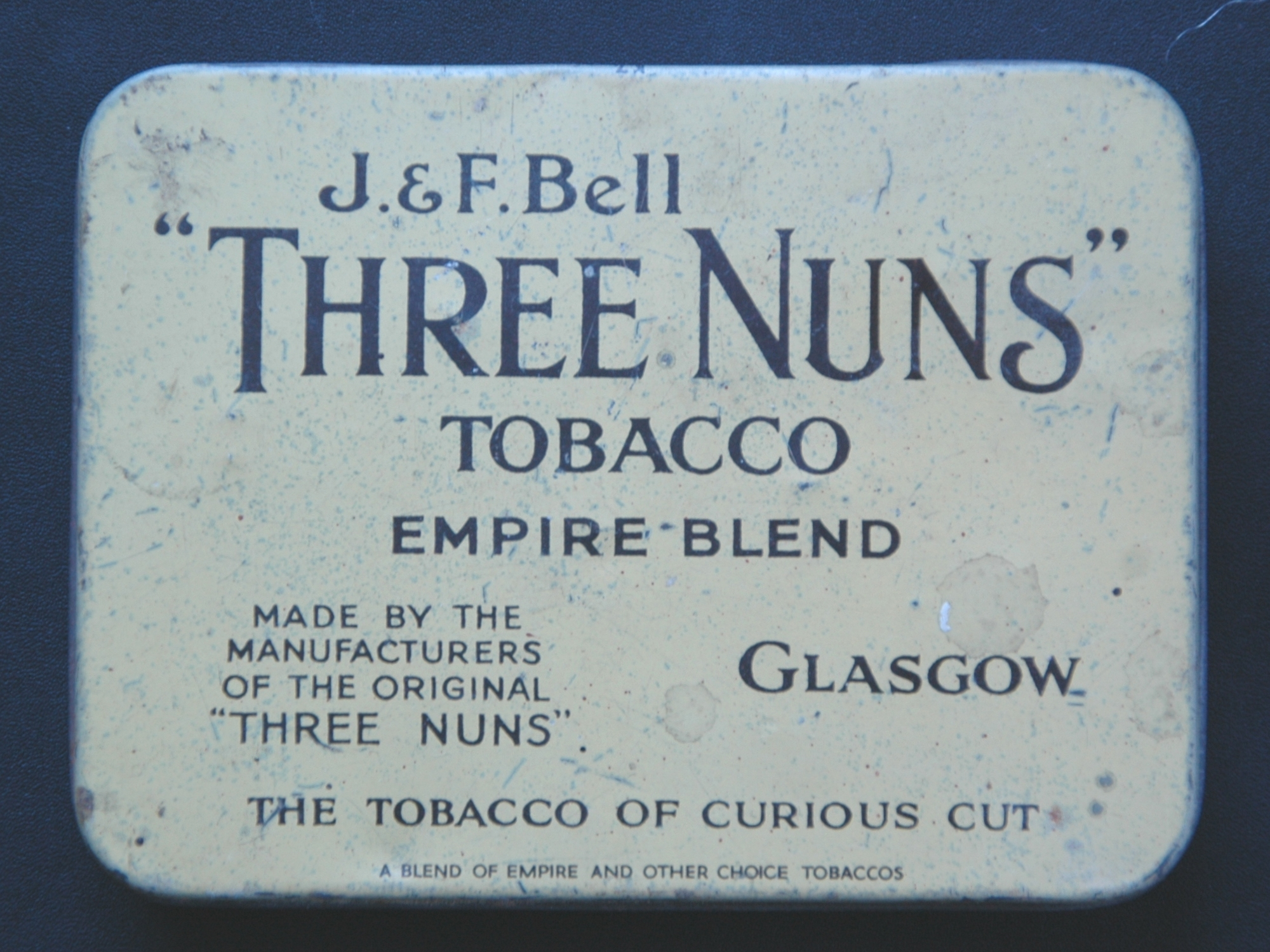
2 ozのJ&Fベル「スリーナンズ」ブリキ箱たばこ

1901年にブリストルのW.D.・アンド・H.O.ウィルズ（当時たばこ製品メーカー最大手だった）、ノッティンガムに本社を置くジョン・プレイヤー・アンド・サンズ、その他アメリカン・タバコ・カンパニーとの競争に晒されていた独立系ファミリービジネス会社11社といったイギリス国内のたばこ、紙巻たばこ会社13社が合併して設立した。初めにW.D.・アンドH.O.・ウィルズはグラスゴーに本社を置くスティーブン・ミッチェル・アンド・サンと合併した。その後、ランバート・アンド・バルター、ウィリアム・クラーク・アンド・サン、フランクリン・デイビー、エドワーズ・リンガー、J&Fベル、F&Jスミスも合併に参加した。初代社長はウィルズ社のウィリアム・ヘンリー・ウィルズだった。
1902年、インペリアル・タバコとアメリカン・タバコ・カンパニーはブリティッシュ・アメリカン・タバコとしての合弁事業に同意したが、互いの販売地域での取引や商標の割り当て、事業や海外子会社の合弁事業への合流までは合意しなかった。1911年にアメリカン・タバコ・カンパニーは株を売却したが、インペリアル・タバコは1980年までブリティッシュ・アメリカン・タバコの株主だった。1973年にインペリアル・タバコは主にレストランチェーン、フードサービス、卸小売業を買収することで経営を多角化し、社名を「インペリアルグループ」を変更した。
1985年、A.C.イスラエルからピープルズ・ドラッグチェーンと全子会社を買収したが、1986年に複合企業のハンソン・トラストに25億ポンドで買収された。ハンソンの子会社だった間、グループ企業だったクラージュ・ブルワリーはエルダーズに、ゴールデン・ワンダーはダルゲティに、フィンレイズはA・J・パテルに、シンクレア・アンド・コリスの卸売部門はパルマー・アンド・ハーベイに、インペリアル・ホテルズ・アンド・ケータリングはトラストハウス・フォルテに、ロス・フローズンフーズはユナイテッド・ビスケッツに売却された。これら一連の動きは社員への年金支給に関する争議としてインペリアルグループ年金基金対インペリアル・タバコ事件という訴訟に繋がった。1996年、ハンソンはたばこ事業に専念させることを決定しインペリアルを分割しロンドン証券取引所に独立系企業として上場させた。

### 2000年から現在まで
2003年、インペリアルは世界第4位の規模であるドイツのたばこ会社であるレームツマを買収し、レームツマの販売ブランドであるダビドフ、ピーター・ストイフェサント、ウエストをポートフォリオに加えた。さらに2007年、アメリカ合衆国のたばこ会社で4番目の規模であるコモンウェルス・ブランズを19億ドルで買収し米国市場に参入した。2008年2月、フォルトゥナ、ゴロワーズ、ジタンといったブランドを持つたばこ会社で世界第5位のアルタディスを買収した。
2010年1月にスコットランド議会が2011年秋より公共の場所でのたばこ自動販売機や販売店などでのたばこの展示販売禁止を可決したことを受けて、インペリアル・タバコはウェストミンスターの国会議事堂で販売規制の停止が決議されたことを理由に法改正を不服として提訴したが、同年10月エディンバラにあるスコットランド民事控訴院のブラカデール判事は訴訟を退けた。
2016年2月、組織改革に伴い、グループ名を「インペリアル・ブランズ」に改称、傘下に「インペリアル・タバコ」、「Tabacalera」（マドリード拠点）、「ITG Brands」（グリーンズボロ拠点、コモンウェルス・ブランズの改称）、「Fontem Ventures」（アムステルダム拠点）、「Logista」(マドリード拠点)の、5つの子会社を置く形態とした。

## 製品
インペリアル・タバコのブランドは以下の通り:

### 紙巻たばこ
- デュカドス
- ブランドンズ
- クラウンズ
- ダビドフ
- エンバシー（英語版）
- エスコート（ブリティッシュ・アメリカン・タバコの古い製品）
- エクセレンス
- フォルトゥナ
- ゴロワーズ
- ジタン
- John Player & Sons（ブリティッシュ・アメリカン・タバコも製造）
- ランバート・アンド・バルター（英語版）
- マーク・ファニーハフ・シガレット
- ムーン
- ピーター・ジャクソン
- ピーター・ストイフェサント（ブリティッシュ・アメリカン・タバコも製造）
- プリマ
- R1
- リーガル（英語版）
- リッチモンド（英語版）
- ロデオ（マケドニアで販売）
- ルート66
- ロイヤル
- スーパーキングス（英語版）
- ウエスト

### その他
- ドラム（英語版） - ファインカットたばこ
- ヴァン・ネル - ファインカットたばこ
- ゴールデン・バージニア（英語版） - ファインカットたばこ
- リズラ - ローリングペーパー
- スクルフ・スヌース（英語版）
- blu eCigs（英語版） - 電子たばこ

## 日本法人
2013年に日本法人「インペリアル・タバコ・ジャパン」設立。2020年4月1日「インペリアル・ブランズ・ジャパン株式会社」（Imperial Brands Japan K.K.）に社名変更を行った。東京都（港区虎ノ門）にオフィスを持つ。
2018年6月、電子タバコ「myblu」の販売を開始。
2019年5月、加熱式タバコ「PULZE」の国内展開を開始。
2021年6月、電子タバコと加熱式タバコの販売を終了。
2022年10月28日、紙巻きタバコブランド「ウエスト」「ダビドフ」「ゴロワーズ」「ジタン」の販売を終了すると発表、インペリアル・ブランズ･ジャパン自体も市場から撤退すると発表した。